# Drżączka mniejsza
Drżączka mniejsza (Briza minor L.) – gatunek rośliny rocznej z rodziny wiechlinowatych. Jako gatunek rodzimy rośnie w basenie Morza Śródziemnego. Introdukowana została na wszystkie kontynenty z wyjątkiem Antarktydy. W Polsce jest to gatunek bardzo rzadko i przejściowo zawlekany (efemerofit).

## Morfologia
Języczek liściowy 3-6 mm, kłoski do 5 mm. Kwitnie od czerwca do sierpnia.